# Slowakische Badminton-Mannschaftsmeisterschaft 2022
Die Slowakische Badminton-Mannschaftsmeisterschaft 2022 war die 28. Auflage der Teamtitelkämpfe in der Slowakei. Meister wurde AGB ekoservis Košice.

## Vorrunde
| Platz | Team                  | Spiele | G | U | V | Spielpunkte   | Punkte |
| ----- | --------------------- | ------ | - | - | - | ------------- | ------ |
| 1.    | AGB ekoservis Košice  | 6      | 6 | 0 | 0 | 43:5          | 12     |
| 2.    | Merkury Broker Košice | 6      | 4 | 0 | 2 | 25:23 (58:50) | 8      |
| 3.    | TJ Lokomotíva Košice  | 6      | 4 | 0 | 2 | 25:23 (56:49) | 8      |
| 4.    | Sokol Ilava           | 6      | 3 | 1 | 2 | 28:20         | 7      |
| 5.    | BKR Púchov            | 6      | 1 | 2 | 3 | 18:30         | 4      |
| 6.    | PBA Prešov            | 6      | 1 | 0 | 5 | 14:34         | 2      |
| 7.    | Spoje Bratislava      | 6      | 0 | 1 | 5 | 15:33         | 1      |

## Viertelfinale
- Lokomotíva Košice – PBA Prešov: 5:0
- Sokol Ilava – BKR Púchov: 5:0

## Halbfinale
- AGB ekoservis Košice – Sokol Ilava: 5:1
- Merkury Broker Košice – Lokomotíva Košice: 5:3

## Finale
- AGB ekoservis Košice – Merkury Broker Košice: 5:0

## Endstand
- 1. AGB ekoservis Košice
- 2. Merkury Broker Košice
- 3. Sokol Ilava
- 4. Lokomotíva Košice
- 5. BKR Púchov
- 6. PBA Prešov
- 7. Spoje Bratislava